# 柚木サチ
柚木 サチ（ゆずき サチ、7月24日 - ）は、日本の女性声優。主にアダルトゲームに声をあてている。

## 人物
- 歴史が好きで休日などには神社仏閣や記念館に足を運んでいる。
- 趣味は読書と映画鑑賞。特技は断捨離。
- ビールとアボカドが好物で、牛乳が苦手。

## 出演作品
太字はメインキャラクター

### ゲーム

#### 2006年
- こんな娘がいたら僕はもう…!!（鈴原 志乃）

#### 2007年
- おいしい魔法のとなえかた。（ナゲット・クリノクロア）

#### 2008年
- コンチェルトノート（クラウス＝シュルツ＝長嶺）
- こんぼく麻雀 〜こんな麻雀があったら僕はロン!〜（鈴原 志乃）

#### 2009年
- 大阪CRISIS 〜姦楽街開発プロジェクト〜（福 麗華）[2]
- 巨乳ファンタジー（ドロワット、町娘）
- ここより、はるか -Surrounded sea in the world-
- 出撃!! 乙女たちの戦場〜闇を切り裂く、にび色の徹甲弾〜（神崎 夏海、早乙女 有希、龍野 晶子、後藤 理奈）[3]
- すくぅ〜る・らぶっ!3 〜未来へのアレグレット〜（瑠衣）
- 世界に男は自分だけ、全世界の女性を妊娠させて人類を救え!（マティルダ＝クルセイダー）
- 白光のヴァルーシア〜What a beautiful hopes〜（ハミーネ、リルー）
- ばにしゅ! 〜おっぱいの消えた王国〜（女魔術師A）
- 碧眼の双騎士フェリルとリリカ（リリカ・ランページ）
- 乱れて交わる俺と姫（ラルフィン）
- ももいろガーディアン
- 夢喰い（山田 幸信）

#### 2010年
- ヴァルプルギス（メイガスオーダーC）
- 光輪の町、ラベンダーの少女（サシミ）
- 三極姫〜乱世、天下三分の計〜
- しゃーまんず・さんくちゅあり -巫女の聖域-（新谷 千鶴）
- 揉乳学園・発情中（五十嵐 紗奈）
- はるかぜどりに、とまりぎを。 2nd Story 〜月の扉と海の欠片〜
- 筆おろし先生（滝田 律子）
- 満淫車両 〜制服生出しイキ放題〜（熾本 沙耶）
- 万引き、ダメ。絶対!! 〜清楚な万引き女子・クラス全員2本挿し! ダブルω計画〜（浅羽根 千早、宇都木 美耶子、新宮 日菜子）
- 巫女ママ（外川 マリ）
- りんくす! 〜キミと精霊と使い魔と（プラティーナ・R・クォルケ）

#### 2011年
- 雀極姫（羽柴 秀吉）
- Sweet Robin Girl（ステファニー・オッター）
- 大帝国（レーティア・アドルフ）
- ママの公園デビュー（堀田 菫）
- 闇夜に踊れ -Witch wishes to commit the Night-（シルヴィオラ パーピュア）
- テンタクルロード-我が手に堕ちよ勇壮なる乙女-（アリサ・アーシュタイン）[4]
- 発情し〜ずん（クーリウス・メルダイン）[5]
- 蒼天のセレナリア - what a beautiful world - FullVoice ReBORN Edition （ヒキュイ、ミュト、キトゥラ・アステア）[6]
- 赫炎のインガノック -what a beautiful people- FullVoice ReBORN Edition （ドロシー・ウッドストック、アグネス、ヨシュア、ルポ）[7]
- 漆黒のシャルノス -What a beautiful tomorrow- Fullvoice ReBORN Edition （女子生徒Ａ）[8]

#### 2012年
- OH! ステルス紳士 〜隠密ザーメン公開中出し学園〜（山元 陽菜[9]、高梁 未羽[10]）
- 烙印姫ルーンドプリンセス（シェリルマリス）[11]
- 姦白宣言（園田 百合）[12]
- ×××な彼女が田舎生活を満喫するヒミツの方法（山野辺 実香子）
- Steampunk Full-voice Fandisk（ミュト、アグネス、ルポ）※非18禁
- MONSTER PARK2（ソフィア）
- LOVELY QUEST（荻山 鈴乃）
- 黄昏の先にのぽる明日 -あっぷりけFanDisc-（クラウス＝シュルツ＝長嶺[13]）
- 黄雷のガクトゥーン 〜What a shining braves〜（イズミ、オディール・ツァン）
- 拳闘少女有紀（真村 有紀）

#### 2013年
- えすっ娘クイーン 〜会長のメイド達〜（姫乃火 百華）[14]
- 星彩のレゾナンス（風間 由布）[15]
- いたずら 〜僕だけの絶対領域〜（大野 由香梨）
- 逆王道（難波 千歳）
- 黄雷のガクトゥーン：シャイニングナイト -N'gha-Kthun:Shining Night-（イズミ、オディール・ツァン、サン=テグジュペリ）
- ガールズbeアンビシャス!（堤 唯芹）
- Magical Marriage Lunatics!! 〜マジカル マリッジ ルナティクス〜（ドーラ）
- 巨乳ファンタジー外伝2（ドロワット）
- MONSTER PARK 2 FANDISC 〜Lost episode〜（ソフィア）
- VenusBlood -GAIA-（メアリー・ドレーク）

#### 2014年
- 蒼穹のクレイドル -人形学園調教記-（リューネ）
- ガチゆるヒーローバトル 姫巫女銀河（砂倉 遥）
- 超催眠術学園（白河 霞）
- 瞳の烙淫4 〜悦濁の操心改造〜（伊達 命）
- 片恋ヴィジョナリー（見上 志穂）
- 姪のビッチ化が許せない!（芦原 千咲）
- 駄作（葵矢 枢）
- 逆家庭教師（有森 和美）

#### 2015年
- 倶楽部D（江田島 紗希）
- 戦極姫6〜天下覚醒、新月の煌き〜（柿崎景家、明智光秀、甲斐宗運）
- 魔法少女の兄 〜下手な嘘と不良少年〜（澤部 テルヨ）
- Evenicle -イブニクル-（エリモ）
- ピュア×コネクト（牧原 志帆）
- W恋ヴィジョナリー（見上 志穂）
- その花びらにくちづけを にゅーじぇね!（君島 亜弥）
- 三極姫4〜天下繚乱 天命の恋絵巻〜（夏侯惇元譲）
- 駄作 〜アリスとクロエ、結ばれる日〜（葵矢 枢）
- 吸血姫のリブラ（道明寺 櫻子）
- ダンジョンズ&ヒロインズ-不思議の迷宮と異界の少女-（リズ）[16]

#### 2016年
- 駄作 ～ヌイアワセ～（葵矢 枢）
- 天極姫2 ～覇権争奪、幻妖の将星～（夏候惇 元譲）
- カノジョ*ステップ（華野 椎名）[17]
- HOTOTOGISU ～ULTRA PATRIOT～（園田 百合）

#### 2017年
- 三極姫5 ～飛将光臨・戦煌の闘神～（趙雲 子龍、夏候惇 元譲）

#### 2018年
- 鉄と裸II ～敗北の女帝～（ミラベル＝グランバート）

#### 2019年
- イブニクル2（ゼペット）
- 健全!変態公僕のツトメ（本間 日和）

#### 2021年
- 1/1彼氏彼女（藤ヶ谷 えいみ）

#### 2023年
- 1/1彼氏彼女 MINI FAN DISC（藤ヶ谷 えいみ）
- VenusBlood GAIA International（メアリー・ドレーク）[18]

#### 2024年
- 姦淫特急『夜鷹』 ～ 獣欲連鎖、真夏の花火大会 ～（熊取 笑留）

### ソーシャルゲーム
- 超昂大戦 エスカレーションヒロインズ（ビートブレイカー・アイ / 龍造寺アイ[19]）

### ドラマCD
- 黄雷のガクトゥーン 間違いの悲劇（イズミ）
- 紫影のソナーニル ブルックリンの騎士（ブルックリンの少女）

### インターネットラジオ
- ドラクリサポーターズ喫茶♪